# Manus Boonjumnong
Manus Boonjumnong (thajsky: มนัส บุญจำนงค์; * 23. června 1980 Ratchaburi) je bývalý thajský boxer. Je držitelem dvou olympijských medailí, což z něj činí nejúspěšnějšího thajského olympionika. Získal zlato na olympijských hrách v Athénách roku 2004 ve velterové váze (do 64 kg) a ve stejné kategorii také stříbro na hrách v Pekingu roku 2008. Zlato má i Asijských her v Dauhá v roce 2006. Na amatérském mistrovství světa v Bangkoku v roce 2003 vybojoval bronz. V letech 2015–2016 to zkoušel i mezi profesionály, jeho bilance v profi ringu je pět vítězství a jedna prohra. Jeho mladší bratr Non Boonjumnong byl rovněž úspěšným boxerem.